# オキサセフェム
オキサセフェム（英：oxacephem）はセフェムに似たβ-ラクタム分子であるが、硫黄の代わりに酸素を持つ。自然界には存在しない合成化合物で、一般にβ-ラクタム系抗生物質として使用される。ラタモキセフ やフロモキセフなどがその例である。

ラタモキセフ

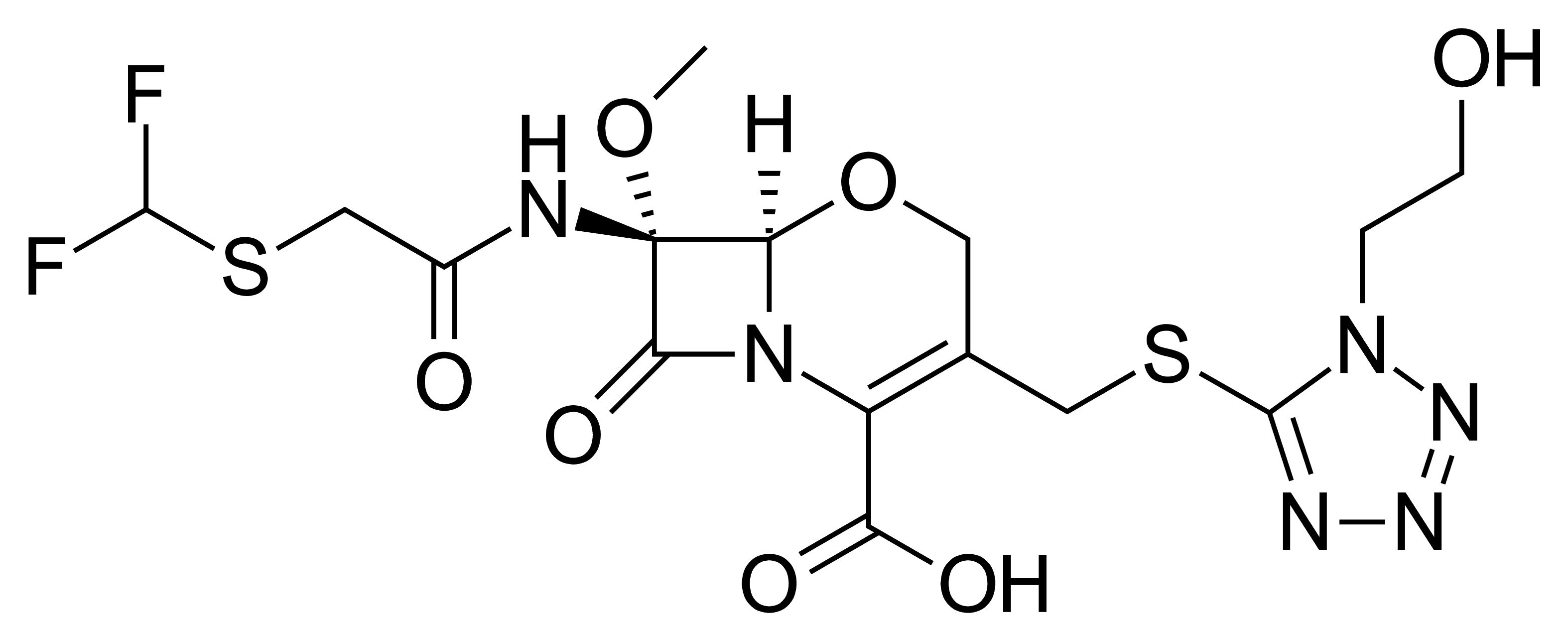
フロモキセフ